# Ichiro Hatta
Ichiro Hatta (八田一朗 Hatta Ichiro?) (3 de junio de 1906 - 15 de abril de 1983) fue un judoca y luchador amateur japonés. Es considerado un pionero de la lucha libre deportiva en Japón y uno de los principales movilizador de los Juegos Olímpicos de 1964. Fue fundador y director de la Japan Amateur Wrestling Association, y al final de su vida sirvió en la Cámara de Consejeros. También recibió la Orden Olímpica del Comité Olímpico Internacional por sus contribuciones al judo y la lucha libre.

## Biografía
Originalmente un secretario de Jigoro Kano y un miembro del equipo de judo de la universidad de Waseda, condecorado con el cuarto dan en 1929, Hatta tuvo su primera experiencia con la lucha libre cuando él y toda su cámara -cinturones negros de 3.º a quinto dan- fueron enviados a Estados Unidos a competir con el equipo de lucha de la universidad de Washington. El éxito de los judocas fue escaso, logrando sólo dos victories y tres empates en una serie de cinco enfrentamientos, a pesar del comparativamente bajo nivel de los americanos. Por ello, impresionado, Hatta empezó a entrenar en lucha libre, y pronto hizo su transición a esta disciplina, fundando un club de lucha en Waseda en 1931. Con motivo de los Juegos Olímpicos de 1932, Hatta reunió a un equipo de judocas para competir en la división de lucha libre de estos juegos, pero, a pesar de que contaban entre sus filas con el famoso Sumiyuki Kotani, fueron todos derrotados, lo que hizo notar a Hatta que debía de cambiar sus métodos de entrenamiento. Ichiro pasó a ser el entrenador oficial del equipo nacional de Japón para los Juegos de 1936, y se hizo conocido por sus sumamente heterodoxos métodos de endurecer a sus luchadores, que incluían hacerles nadar en el mar en pleno invierno, enlistar cada una de sus digestiones y procesos corporales, e ir a zoológicos a tratar de hacer huir leones con la mirada. La comunidad de judocas -aunque no Jigoro Kano mismo- vio a Hatta con malos ojos tanto por su dedicación a otra disciplina como por sus formas de entrenar, pero Hatta respondió acusándoles de vivir aislados de los demás deportes de combate del mundo, y achacando a esto las derrotas que la escuela Kodokan había sufrido ante Ad Santel.
Hatta también ayudó a la extensión del sambo en Japón, ayudando a Victor Koga a crear la Federación Japonesa de Sambo en 1965.

## Libros publicados
- Wrestling (Resuringu) (1953)
- Kacho-Do (1955)
- Shobu Konjo (1965)
- Toukon to Konjo (1971)
- Waga Michi o Iku (1964)
- Watashi no Ayun de ki ta Michi (1979)